# Пользуйтесь
«Пользуйтесь» (исп. El favor) — аргентинский фильм 2004 года режиссёра Пабло Софовича.

## Сюжет
Фелипе специализируется на искусственном осеменении индюшек. Когда сестра, Мора, приглашает его в гости и знакомит со своей подругой Робертой, он и не думал, что ему предложат заняться осеменением прямо в этот вечер. Он ждёт прихода Фаустины, девушки, с которой он познакомился в чате. У них было всего одно свидание, но, как оказывается, у Фаустины есть для него сюрприз. Когда он узнаёт, что Мора и Роберта решили завести ребёнка, и просят его о помощи, он не может поверить своим ушам. Но девушки настаивают, а когда к их просьбам присоединяется и Фаустина, отказать становится невозможно.

## Актерский состав
| В ролях          |  | Персонаж          |
| ---------------- |  | ----------------- |
| Виктория Онетто  |  | Роберта           |
| Бернарда Пагес   |  | Мора              |
| Ксавьер Ломбардо |  | Фелипе, брат Моры |
| Мариана Бриски   |  | Фаустина          |
| Луис Маргани     |  | Калигари          |